# Двойной час
«Двойное время» или «Двойной час» (итал. La doppia ora) — итальянский фильм 2009 года, первая полнометражная работа режиссёра Джузеппе Капотонди, который ранее специализировался в съёмке музыкальных клипов. Главные роли сыграли Ксения Раппопорт и Филиппо Тими. За работу в фильме Ксения Раппопорт была награждена  призом 66-го Венецианского кинофестиваля за лучшую женскую роль.

## Сюжет
Название фильма связано с распространённой у итальянцев суеверной приметой: если час и минута совпадают (например, 20:20), это признак удачи.
Во время свидания вслепую завязываются отношения между Соней, живущей в Турине эмигранткой из Любляны, которая работает горничной в отеле, и Гвидо, бывшим полицейским, работающим охранником на роскошной вилле. В отсутствие хозяина Гвидо приводит её туда и отключает камеры слежения, чтобы заняться с ней любовью, но в это время на виллу проникают грабители, выносят оттуда ценности, а когда предводитель налётчиков угрожает изнасиловать Соню, Гвидо пытается вступиться за неё, начинается борьба, в ходе которой его убивают выстрелом из пистолета, а другая пуля задевает Соне лоб.
Следующие несколько дней Соня живёт под впечатлением от этой смерти. Ей постоянно чудится, что призрак Гвидо приходит к ней в квартиру. Тем временем полицейский, давний друг Гвидо, даёт Соне понять, что считает её замешанной в преступлении и ответственной за отключение камер. Он передаёт Соне фотографию, на которой она изображена вместе с Гвидо на фоне Буэнос-Айреса, где никогда не бывала. Затем она встречается с организатором ограбления виллы, с которым, очевидно, её связывают любовные отношения. Вскоре после этого на похоронах её подруги священник вместо имени подруги произносит её имя. Загадочный завсегдатай отеля, где она работает, уводит её с похорон, даёт ей снотворное, а затем закапывает её в землю живьём.
Соня приходит в себя в больнице после комы, и оказывается, что вся цепь событий была не реальностью, а её видениями в состоянии комы, смешавшимися с голосом Гвидо, который остался в живых, сидел у её больничной кровати и пытался разговаривать с ней. Гвидо потерял работу охранника и ищет новую. Тем временем друг Гвидо, полицейский, пытается убедить его не доверять Соне и рассказывает об обстоятельствах её отъезда из Любляны (она обворовала собственного отца, который являлся к ней в образе священника в её коматозных видениях). Полицейский настаивает, что Соня по-прежнему сохранила склонность к преступному образу жизни. Гвидо отказывается верить ему, но всё же, когда Соня под надуманным предлогом выходит «ненадолго» из квартиры, следует за ней. Он видит, что Соня и организатор ограбления — действительно любовники и сообщники, и раздумывает, не арестовать ли их, но потом отказывается от своего намерения. Соня едет в аэропорт и вскоре встречается со своим любовником-мафиозо в Буэнос-Айресе.